# Bagheera kiplingi
Bagheera kiplingi is een spinnensoort uit de familie van de springspinnen (Salticidae) en komt voor in Centraal-Amerika.

## Levenswijze
De spin staat er om bekend dat hij herbivoor is en eet van de witte of gele 'broodjes' aan de uiteinden van blaadjes van bepaalde soorten Acacia. Een klein deel van het dieet bestaat uit larven van de "acaciamieren" die vaak in de boom leven en deze verdedigen tegen plantenparasieten en grote planteneters. De spin weet echter aan de mieren te ontkomen. In geval van droogte kan de spin er ook toe komen soortgenoten te eten. De hoofdmoot, ruim 90%, van het dieet is echter plantaardig.

## Naamgeving
De wetenschappelijke naam van de soort is afgeleid van Bagheera, de  zwarte panter uit Rudyard Kipling's The Jungle Book, en werd voor het eerst geldig gepubliceerd in 1896 door Elizabeth Maria Gifford Peckham & George William Peckham.